# Delizia di Copparo
La Delizia di Copparo era una delle 19 prestigiose residenze (chiamate delizie) degli Este. È situata nel centro storico di Copparo.
Si presentava come un castello turrito e fu frequentato da Niccolò III e da Borso d'Este con le rispettive corti. Sotto Leonello d'Este furono realizzati affreschi, ora perduti, da parte di Nicolò Panizzati.
Dopo essere stato saccheggiato e gravemente danneggiato dai Veneziani nel 1482, Ercole II ne commissionò la ricostruzione all'architetto Terzo dé Terzi che, tra il 1540 e il 1547, eresse un sontuoso palazzo con quattro torri angolari e ampie sale affrescate da Benvenuto Tisi da Garofalo e Girolamo da Carpi.
Nel 1808 fu gravemente danneggiato da un incendio e parzialmente demolito. Nel 1872 i resti vennero incorporati nel nuovo edificio del Municipio.